# Мамаш-хан
Мамаш-хан (каз. Мамаш хан; помер 1522) — казахський хан, син і спадкоємець Касим-хана. Загинув під час міжусобної боротьби, що спалахнула після смерті його батька.

## Життєпис
Мамаш став ханом Казахського ханства після смерті батька. Втім упродовж деякого часу трон залишався вільним, а боротьбу за нього вели два султани, одним з яких і був Мамаш.
Мамаш-хан не зміг протистояти Ногайській орді, яка захопила територію до річки Тургай. Територія ханства за його правління значно скоротилась. Однак правління Мамаш-хана було нетривалим: 1522 року він загинув у міжусобній боротьбі.